# Bathylaco
Bathylaco ist eine Fischgattung aus der Ordnung der Alepocephaliformes.  Die 29 bis 40 Zentimeter lang werdenden Fische leben in allen tropischen und gemäßigten Weltmeeren in Tiefen von 450 bis 4300 Metern.

## Merkmale
Der Körper der Tiere ist von großen Cycloidschuppen bedeckt. Der Oberkieferknochen (Maxilla) reicht bis weit hinter das Auge, die Prämaxillaria (kleine Knochen im vorderen Oberkiefer) sind sehr klein. Die Brustflossen haben vier bis elf Flossenstrahlen. Die Anzahl der Branchiostegalstrahlen liegt bei 7 bis 10. Im Maul haben sie sieben bis zehn Kiemenreusendornen. Die oberen sind ein Teil der Kiemenabdeckung. Die Wirbel der Fische sind nicht verknöchert.

## Arten
- Bathylaco macrophthalmus Nielsen & Larsen, 1968.
- Bathylaco nielseni Sazonov & Ivanov, 1980.
- Bathylaco nigricans Goode & Bean, 1896.